# Гийри (булевард в Сан Франциско)
Булевард „Гийри“ или „Гиъри“ (на английски: Geary Boulevard) e главна пътна артерия с посока изток-запад в град Сан Франциско, Калифорния. Нарича се улица „Гийри“ на изток от ул. „Гоу“ (Gough Street).
Започва близо до пресечката на улиците „Маркет“ и „Монтгомъри“ (Montgomery Street) и продължава през даунтаун, района на Сивик сентър, Уестерн Адишън, а по-голямата част от него преминава през предимно жилищния квартал „Ричмънд“.
Булевардът е наречен на Джон У. Гийри - кмет на Сан Франциско и съюзнически генерал от Гражданската война в САЩ.